# Сара Гилберт
Сара Кетрин Гилберт (енгл. Sarah Catherine Gilbert; Кетеринг, април 1962) је енглеска вакцинолошкиња, професорка вакцинологије на Универзитету у Оксфорду и суоснивачица компаније Vaccitech. Специјализована је за развој вакцина против грипа и новонасталих вирусних патогена. Била је на челу тима који је развио и тестирао универзалну вакцину против грипа, која је ушла у клиничка испитивања 2011. године.
У јануару 2020. године прочитала је извештај на ProMED-mail платформи о четворо људи у Кини који су боловали од необичне врсте упале плућа непознатог порекла у граду Вухан. У року од две недеље, у Оксфорду је осмишљена вакцина против новог патогена који ће касније постати познат као вирус Ковид 19. Дана 30. децембра 2020. године, вакцина Oxford–AstraZeneca против Ковида 19, коју је развила заједно са Оксфордском групом за вакцине, одобрена је за употребу у Уједињеном Краљевству. Више од три милијарде доза ове вакцине дистрибуирано је широм света.

## Младост и образовање
Сара Кетрин Гилберт рођена је у Кетерингу, у грофовији Нортемптоншир, Енглеска. Њен отац је радио као административни менаџер у фабрици обуће, а мајка је била учитељица у основној школи. Гилберт је похађала средњу школу за девојке у Кетерингу, где је схватила да жели да се бави медицином.
Дипломирала је биолошке науке 1983. године на Универзитету Источне Англије. Током студија почела је да свира саксофон, вежбајући у шуми поред језера универзитета како не би сметала осталим студентима у дому.
Докторске студије наставила је на Универзитету у Халу, где је истраживала генетику и биохемију квасца Rhodosporidium toruloides, и стекла звање доктора наука 1986. године.

## Каријера и истраживања
Након што је стекла докторат, Сара Кетрин Гилберт је радила као постдокторанд у индустрији, у Истраживачкој фондацији пиварске индустрије, а потом у Биолошком центру у Лестеру. Године 1990. придружила се биофармацеутској компанији Delta Biotechnology у Нотингему, која се бавила производњом лекова.
У академију се вратила 1994. године, када се придружила лабораторији Адријана В. С. Хила на Универзитету у Оксфорду. Њена рана истраживања бавила су се интеракцијом између домаћина и паразита код маларије. Универзитетска предавачица постала је 1999, а звање доценткиње у области вакцинологије стекла је 2004. године.
Године 2010. постала је професорка у Институту Џенер. Уз подршку фондације Wellcome Trust, започела је рад на дизајну и развоју нових вакцина против грипа. Њена истраживања усмерена су посебно на развој и претклиничко тестирање вирусних вакцина које уграђују протеин патогена у безбедан вирус. Ове вирусне вакцине изазивају Т-ћелијски имунски одговор, који се може користити у борби против вирусних обољења, маларије и рака.
Гилберт је била укључена у развој и тестирање универзалне вакцине против грипа. За разлику од традиционалних вакцина, ова вакцина не подстиче стварање антитела, већ покреће имуни систем да производи Т-ћелије специфичне за вирус грипа. Уместо спољашњих протеина на површини вируса, користи се један од унутрашњих протеина (нуклеопротеин и матрикс протеин 1) вируса грипа А.
Како се имуни систем са годинама слаби, уобичајене вакцине често нису ефикасне код старијих особа. Универзална вакцина не захтева прилагођавање сваке године и уклања потребу за сезонском вакцинацијом. Њена прва клиничка испитивања започета су 2008. године и користила су подтип вируса H3N2, уз свакодневно праћење симптома код пацијената. То је било прво истраживање које је показало да је могуће стимулисати Т-ћелије као одговор на вирус грипа и да ова стимулација може да пружи заштиту од заразе.
Њена истраживања показала су и да се аденовирусни вектор ChAdOx1 може користити за производњу вакцина које штите мишеве од блискоисточног акутног респираторног синдрома (MERS), као и да изазивају имуни одговор код људи. Исти вектор је коришћен за развој вакцине против вируса Нипах, која је била ефикасна код хрчака (али није испитана на људима), као и потенцијалне вакцине против грознице долине Рифт, која је пружала заштиту код оваца, коза и говеда (такође без доказа о ефикасности код људи).
Гилберт је од почетка пандемије Ковида 19 укључена у развој нове вакцине против коронавируса. Рад на овој вакцини води заједно са Ендруом Полардом, Терезом Ламб, Сендијем Дагласом, Кетрин Грин и Адријаном Хилом. Као и у њеним ранијим истраживањима, и овде је коришћен аденовирусни вектор који изазива имуни одговор против С-протеина коронавируса.
У марту 2020. најављен је почетак испитивања на животињама, а 27. марта започето је регрутовање 510 учесника за фазу I/II клиничког испитивања. У априлу исте године појавила се у емисији BBC-а коју води Ендру Мар, где је говорила о напретку у развоју вакцине. Истог месеца изјавила је да би вакцина могла бити доступна до септембра 2020. године, уколико све буде ишло по плану. Клиничка испитивања добила су финансијску подршку од организација попут Коалиције за епидемијску приправност и иновације. У септембру 2020. објављено је да компанија AstraZeneca производи вакцину AZD1222 током трајања треће фазе испитивања.
Захваљујући свом раду на вакцинама, Гилберт се нашла на листи научних утицајних личности листа The Times у мају 2020. године.
Године 2021, заједно са Кетрин Грин, објавила је књигу Vaxxers: the inside story of the Oxford AstraZeneca vaccine and the race against the virus, која даје увид у процес развоја ове значајне вакцине.

## Признања и достигнућа
Сара Гилберт добила је бројна признања за свој допринос науци, посебно у области развоја вакцина. У септембру 2020. била је гост емисије The Life Scientific на BBC Radio 4, у којој је говорила о свом научном путу и раду на вакцини против Ковида 19.
23. новембра 2020. године, нашла се на листи BBC's 100 Women, која представља најутицајније жене из различитих области широм света. Постала је и виши сарадник за истраживање  на колеџу Christ Church при Универзитету у Оксфорду.
24. марта 2021. године, организација Humanists UK доделила јој је медаљу Розалинд Френклин за изузетан допринос науци. Том приликом одржала је предавање под називом „Трка са вирусом”, у коме је изложила историјат развоја вакцина и детаљно описала настанак вакцине Оксфорд/AstraZeneca.
У јуну 2021. добила је стојеће овације на Вимблдону.
Исте године, као узор младим девојчицама у науци, добила је и јединствену част да јој компанија Mattel посвети лутку Barbie Shero, направљену по њеном лику.

## Награде и признања
Сара Гилберт је за свој допринос науци и јавно здравље, посебно током пандемије Ковида 19, добила низ домаћих и међународних награда:
- 2021 – Медаља Розалинд Френклин, коју додељује организација Humanists UK[42]
- 2021 – Алберт медаља Краљевског друштва за уметност[46]
- 2021 – Титула Даме Реда Британске империје у оквиру рођенданских почасних признања, за заслуге у науци и развоју вакцине против Ковида 19[47]
- 2021 – Princess of Asturias награда за техничка и научна истраживања (једно од највиших признања у Шпанији)[48]
- 2021 – Златна медаља Краљевског лекарског друштва[49]
- 2022 – Почасни докторат наука са Универзитета у Источној Англији[50]
- 2022 – Почасна диплома Универзитета у Батy[51]
- 2023 – Краљ Фајсал награда за медицину (једна од најпрестижнијих медицинских награда у исламском свету)[52]
- 2023 – Чланство у Краљевском друштву, једној од најстаријих и најцењенијих научних институција у свету[53]

## Лични живот
Сара Гилберт је 1998. године родила тројке. Њен партнер је преузео улогу примарног родитеља. До 2020. године, сво трије деце је студирало биохемију на универзитету.